# Brühl
Brühl és una ciutat d'Alemanya, localitzada a 20 km al sud de Colònia, en el Rhein-Erft-Kreis, a l'estat alemany de Rin del Nord-Westfàlia. Està localitzat a la vora de la reserva de naturalesa Naturpark Kottenforst-Ville.
S'hi troben els palaus d'Augustusburg i Falkenlust.

## Persones famoses
- Engelbert de la Mark, príncep-bisbe de Lieja i arquebisbe de Colònia, mort a Brühl el 1368.